# Tulbaghia luebbertiana
Tulbaghia luebbertiana là một loài thực vật có hoa trong họ Amaryllidaceae. Loài này được Engl. & Krause miêu tả khoa học đầu tiên năm 1910.